# Elmer Russell Ball
Elmer Russell Ball, oftmals auch als Russell Ball oder Russell E. Ball bezeichnet (* 24. März 1891 in Philadelphia, Pennsylvania als Russell Earp Ball; † 12. Juni 1942 in Kalifornien) war ein US-amerikanischer Fotograf, der durch seine Porträts von Hollywood-Persönlichkeiten der 1920er und 1930er Jahre Bekanntheit erlangte. Er wirkte außerdem als Standfotograf an mehreren Filmen mit.

## Leben
Elmer Russell Ball wuchs als Russell Earp Ball in seiner Geburtsstadt Philadelphia auf. Sein Vater starb, als Ball noch ein Jugendlicher war. Ab 1910 arbeitete er bei der Gas Light Manufacturing Company. Nach seinem Umzug nach New York heiratete Ball am 1. Februar 1912  die Journalistin Gladys Hall (1891–1977), mit der er zwei gemeinsame Kinder hatte.
Ball begann seine Laufbahn als Fotograf für Zeitungen, ehe er sich 1917 selbstständig machte. Ab 1920 spezialisierte er sich auf Standfotografien für Filme sowie Portraitaufnahmen bekannter Filmstars. So lichtete Ball unter anderem 1925 Greta Garbo bei deren ersten Fototermin nach ihrer Ankunft in die Vereinigten Staaten ab. Ball fotografierte auch Persönlichkeiten der Theaterszene, darunter im Auftrag der The Shubert Organization. Nachdem er mehrere Jahre lang als unabhängiger Mitarbeiter für Metro-Goldwyn-Mayer tätig gewesen war, eröffnete Ball 1925 ein eigenes Studio im Brighton Way in Beverly Hills, wo er für Privatpersonen und Prominente als Fotograf arbeitete.
Elmer Russell Ball starb am 12. Juni 1942 im Alter von 51 Jahren an einem Herzinfarkt.

### Galerie

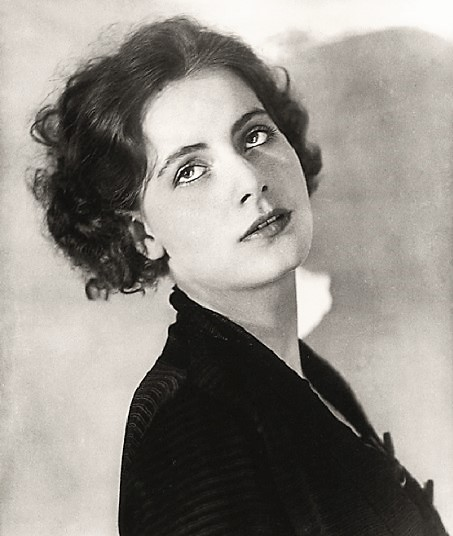
Greta Garbo (1925)
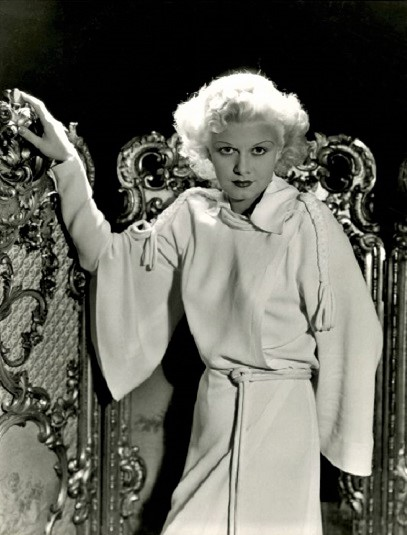
Jean Harlow (1934)
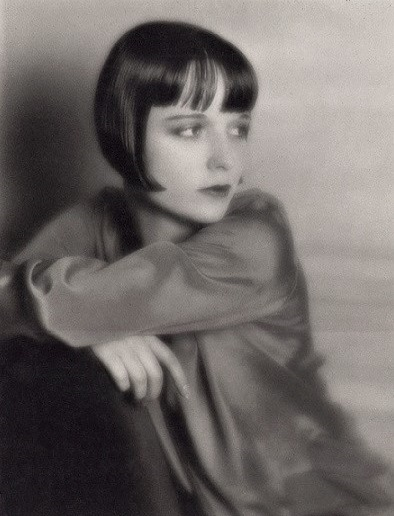
Louise Brooks (1920er Jahre)
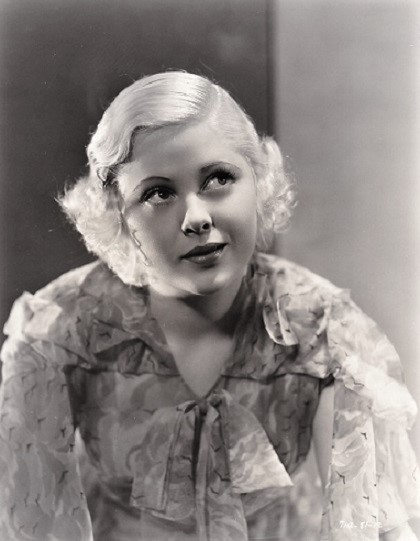
Mary Carlisle (1933)
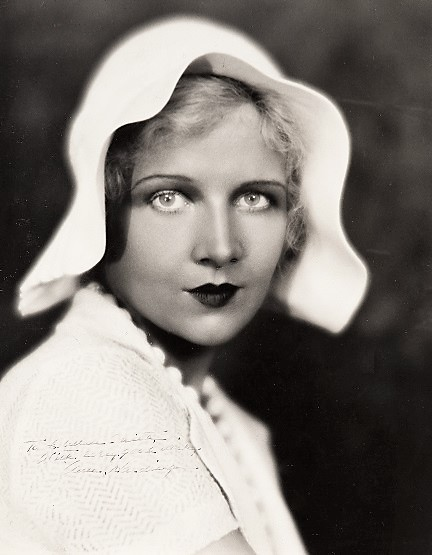
Ann Harding (1930er Jahre)
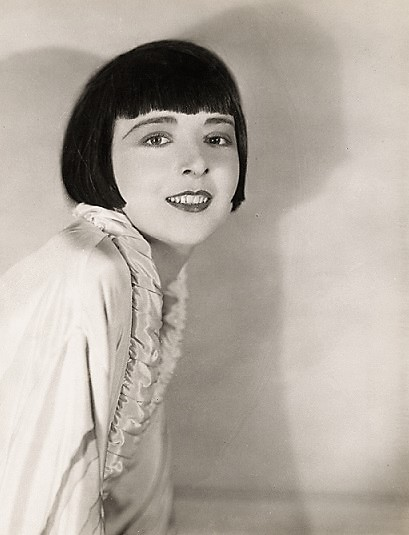
Colleen Moore (1927)
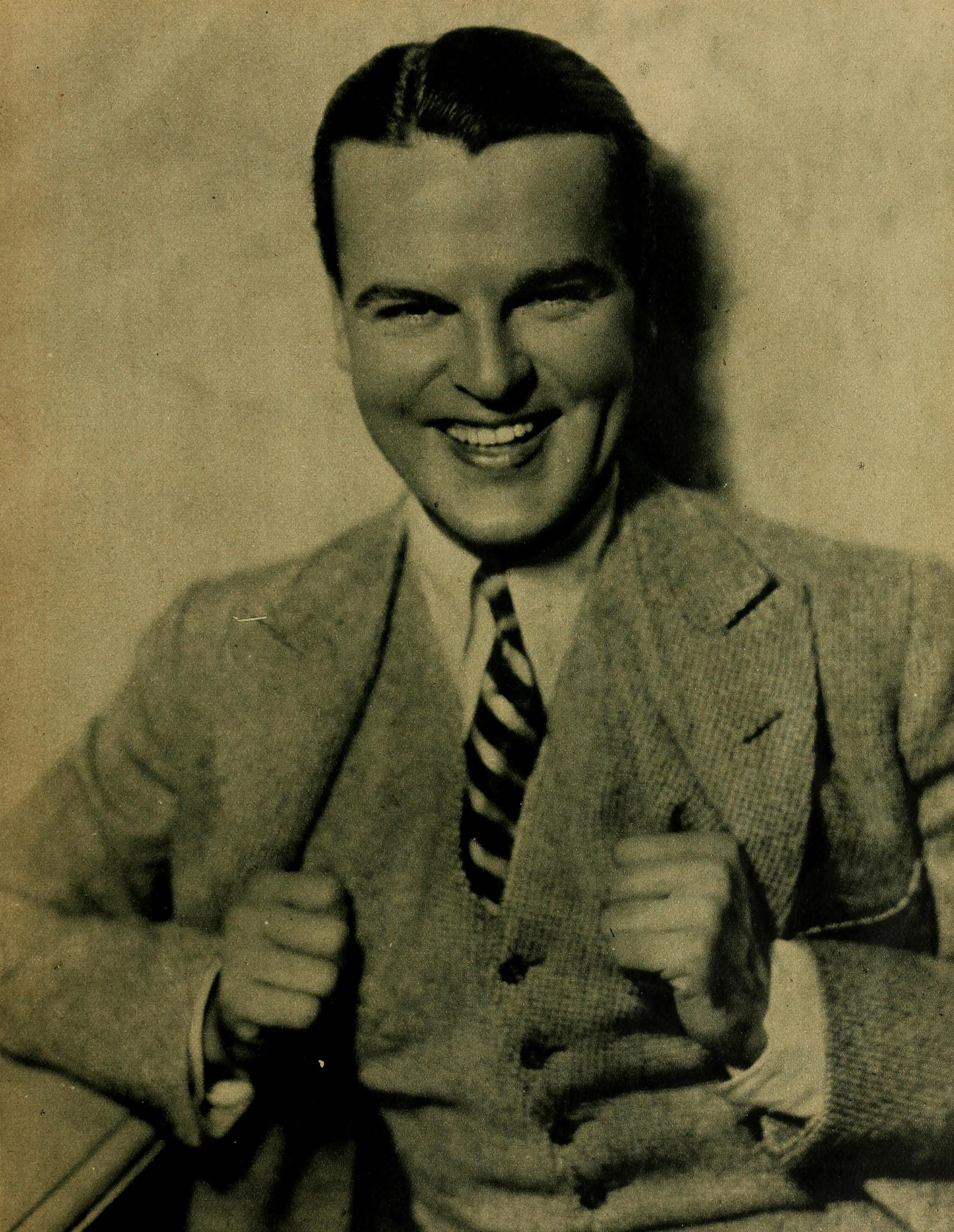
Neil Hamilton (1928)

## Filmografie
Aufgezählt werden alle Filme, an denen Elmer Russell Ball als Standfotograf beteiligt war.
- 1923: Zaza, das Mädel vom Varieté (Zaza)
- 1924: Monsieur Beaucaire, der königliche Barbier (Monsieur Beaucaire)
- 1926: Die schönste Frau der Staaten (The American Venus)
- 1930: What a Widow!
- 1931: Helden der Unterwelt (Bad Company)
- 1934: Sadie McKee
- 1934: Hollywood Party
- 1934: Die Schatzinsel (Treasure Island)
- 1934: Die lustige Witwe (The Merry Widow)
- 1934: Ich kämpfe für dich (Spellbound)
- 1936: Rose-Marie